# Gmina Mietków
Gmina Mietków je polská vesnická gmina v okrese Vratislav v Dolnoslezském vojvodství. Sídlem gminy je ves Mietków. V roce 2011 zde žilo 3 838 obyvatel.
Gmina má rozlohu 83,3 km² a zabírá 7,46% rozlohy okresu. Skládá se ze 14 starostenství.

## Starostenství
Borzygniew, Chwałów, Domanice, Dzikowa, Maniów, Maniów Mały, Maniów Wielki, Mietków, Milin, Piława, Proszkowice, Stróża, Ujów, Wawrzeńczyce